# Pierre Henri Blanchet
 (juillet 2018).
Pour les articles homonymes, voir Blanchet.
Pierre Henri Blanchet, né le 20 novembre 1795 à Paris, où il est mort le 6 août 1863, est un mathématicien français.